# Ogolone drzwi

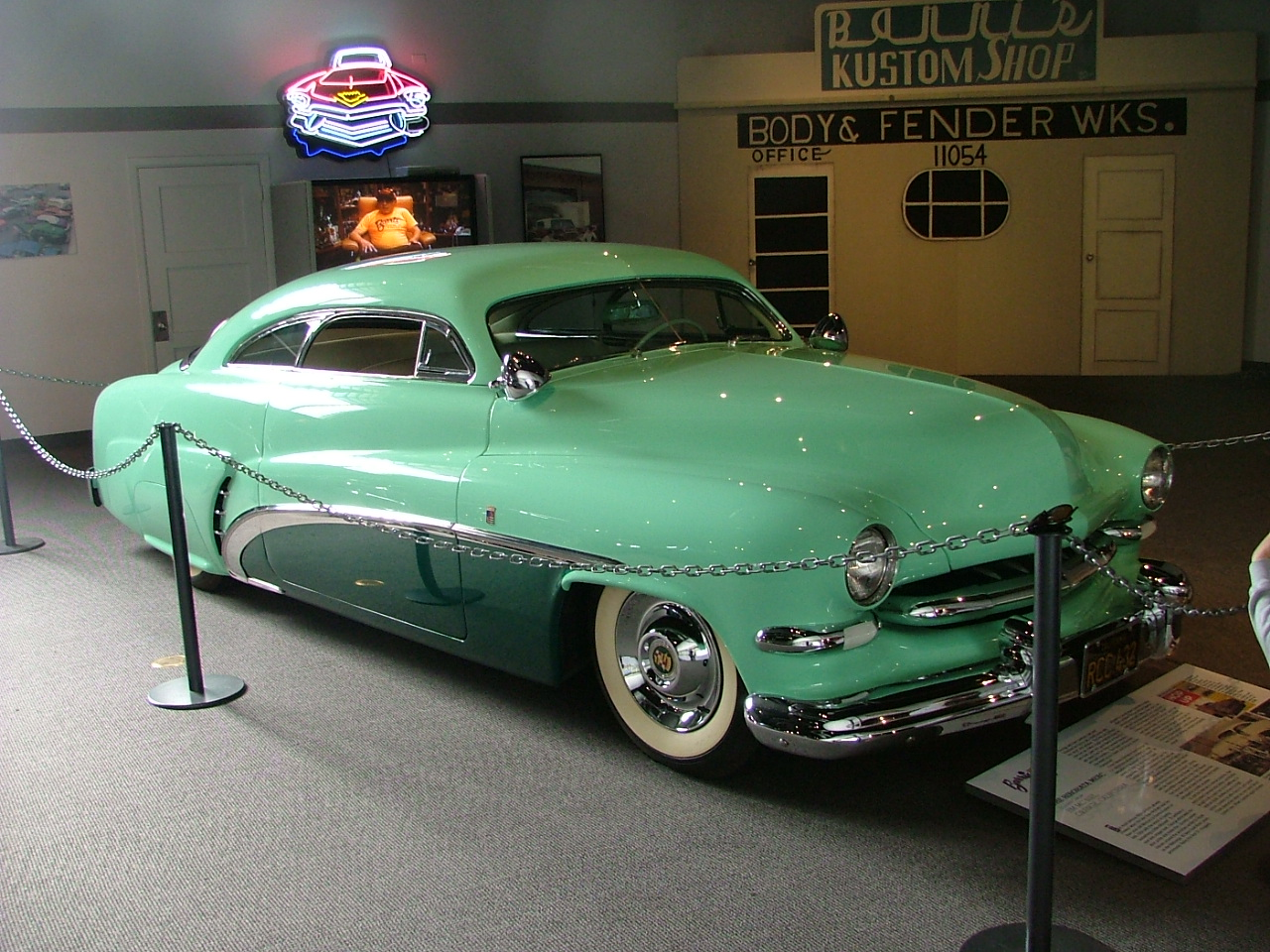
Ogolone drzwi w samochodzie Hirohata Merc

Ogolone drzwi – rodzaj drzwi, które nie mają klamek na zewnątrz pojazdu w celu uzyskania gładkiego i czystego wyglądu. Zostały stworzone przez Harry'ego Westergarda z Kalifornii.
Drzwi najczęściej występują na hot rodach, street rodach, muscle carach, tuningowanych samochodach (głównie japońskich), ciężarówkach i mini ciężarówkach. Do otwierania drzwi służy solenoid.